# Pristimantis lacrimosus
Pristimantis lacrimosus är en groddjursart som först beskrevs av Jiménez de la Espada 1875.  Pristimantis lacrimosus ingår i släktet Pristimantis och familjen Strabomantidae. IUCN kategoriserar arten globalt som livskraftig. Inga underarter finns listade i Catalogue of Life.